# 2016 في الاتحاد الأوروبي
أحداث 2016 في الاتحاد الأوروبي.

## المناصب
- رئيس المجلس الأوروبي
  -  دونالد توسك
- رئيس المفوضية الأوروبية
  -  جان كلود يونكر
- رئيس مجلس الاتحاد الأوروبي
  -  هولندا (كانون الثاني - حزيران).[1]
  -  سلوفاكيا (حزيران - كانون الأول 2017).[2]

- رئيس البرلمان الأوروبي
  - مارتن شولتز
- الممثل السامي للاتحاد للشؤون الخارجية والسياسة الأمنية
  -  فيديريكا موغيريني

## الأحداث

### كانون الثاني
- 1 كانون الثاني
  - تتولى هولندا الرئاسة الدورية لمجلس الاتحاد الأوروبي لمدة ستة أشهر.
  - سان سباستيان (إسبانيا) وفروتسواف (بولندا) هما عاصمتا الثقافة الأوروبية لعام 2016. ستستضيف كلتا المدينتين فعاليات للترويج لثقافتهما المحلية.

### أيار
- ميثاق أمستردام: المدن لها تأثير أكبر في سياسات الاتحاد الأوروبي.[3]

### حزيران
أجرت المملكة المتحدة استفتاء على عضوية الاتحاد الأوروبي، وصوتت لمغادرة الاتحاد الأوروبي.

## عواصم الثقافة الأوروبية
- سان سيباستيان، اسبانيا [4]
- فروتسواف، بولندا [5]

## اقرأ أيضاً
تاريخ الاتحاد الأوروبي